# رکوع
رُکوع یکی از رُکنهای نماز است.

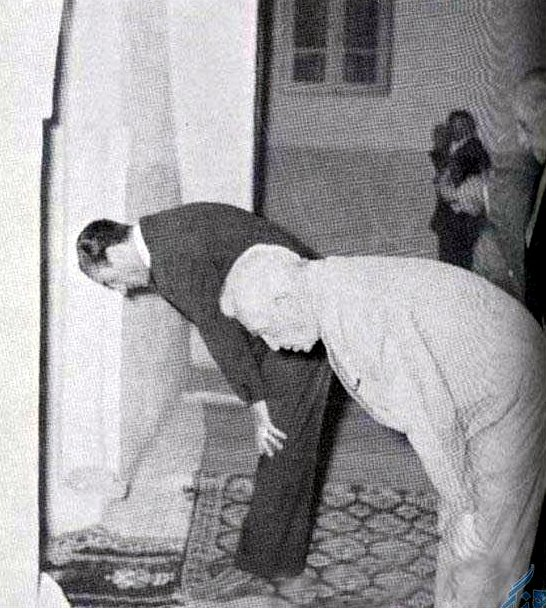
محمدرضا پهلوی در حال رکوع

رکوع معمولاً در هر رکعت یک بار انجام می‌شود (در نماز آیات هر رکعت ۵ رکوع دارد) در رکوع انسان باید آنقدر خم شود که دستهایش به زانوها برسند و ذکر رکوع را بگوید. پس از رکوع انسان می‌ایستد و سپس سجده را انجام می‌دهد. البته در رکعت دوم نماز جمعه پس از رکوع قنوت و پس از آن سجده است.
اهل سنت پس از رکوع دعای «ربنا و لک الحمد» را می‌خوانند.

## رکنیت
رکوع- علاوه بر وجوب- از ارکان نماز است؛ بدین معنا که ترک یا زیاد کردن آن حتی از روی سهو موجب بطلان نماز می‌شود. البته در ترک سهوی، چنانچه قبل از دخول در رکن بعدی (سجود) متذکر شود، واجب است برگردد و آن را به جا آورد. در این صورت نمازش صحیح است؛ اما اگر پس از دخول در رکن بعدی متذکر گردد، به قول مشهور نمازش باطل است؛ خواه در دو رکعت نخست باشد یا دو رکعت پایانی نمازهای چهار رکعتی.

### تفصیل قدما
برخی قدما میان دو رکعت نخست و دو رکعت آخر تفصیل داده و گفته‌اند: اگر در دو رکعت آخر، پس از هر دو سجده متذکر شود، بر می‌گردد و رکوع را به جا می‌آورد و سجده را دوباره انجام می‌دهد و در این صورت نمازش صحیح است.
جریان حکم یاد شده در رکعت دوم نیز از برخی قدما نقل شده است.
بلکه از برخی دیگر از آنان تعمیم حکم یاد شده به همه رکعتها نقل شده است.

## رکوع درقرآن
با توجه به نماز مستحبی تراویح که در شبهای قدر ماه رمضان مقرر شده است و رکعات آن هزار می‌باشد و در هر رکعت بخشی از قرآن تلاوت می‌گردد لذا قرآن را به هزار قسمت تقسیم نموده‌اند و هر قسمت را یک رکوع می‌نامند بعنوان مثال سوره حمد یک رکوع و سوره بقره ۴۰ رکوع است و سوره‌های آخر قرآن معمولاً هریک یک رکوع محسوب می‌شوند.